# Associazione Calcio Entella 1941-1942
Questa voce raccoglie le informazioni riguardanti l'Associazione Calcio Entella nelle competizioni ufficiali della stagione 1941-1942.

## Divise
| Prima divisa |

## Rosa
| N. |                   | Ruolo | Calciatore         |
| -- | ----------------- | ----- | ------------------ |
|    | Italia (bandiera) | A     | Gino Beccattini    |
|    | Italia (bandiera) | C     | Dante Biancalani   |
|    | Italia (bandiera) | A     | Giorgio Borgo      |
|    | Italia (bandiera) | D     | Sergio Colelli     |
|    | Italia (bandiera) | D     | Giuseppe Custo     |
|    | Italia (bandiera) | D     | M. Ginchino        |
|    | Italia (bandiera) | P     | Abramo Guidetti    |
|    | Italia (bandiera) | D     | Rodolfo Martinetto |

| N. |                   | Ruolo | Calciatore          |
| -- | ----------------- | ----- | ------------------- |
|    | Italia (bandiera) | C     | Carlo Massolo       |
|    | Italia (bandiera) | P     | Emanuele Origone    |
|    | Italia (bandiera) | A     | Dino Sabbatini      |
|    | Italia (bandiera) | C     | Giovanni Sanguineti |
|    | Italia (bandiera) | D     | Furio Sottilo       |
|    | Italia (bandiera) | A     | Mario Vaccaro       |
|    | Italia (bandiera) | D     | Luigi Villa         |